# Осада Голконды
Осада Голконды произошла в январе 1687 года, когда император Великих Моголов Аурангзеб повел свои войска на Голкондский султанат, где правила династия Кутб-шахов, владевшая алмазной шахтой Коллур. Осада Голконды длилась восемь месяцев. Форт Голконды был, вероятно, самым неприступным фортом на индийском субконтиненте. В конце осады Аурангзеб и моголы ворвались в Голконду, одержав решительную победу.

## Командование
После того, как император Аурангзеб и армия Великих Моголов завоевали два мусульманских государства: Ахмеднагарский и Биджапурский султанаты. Император Великих Моголов Аурангзеб собрал самую передовую армию Великих Моголов на сегодняшний день и начал осаду форта Голконды. Аурангзеб назначил Мир Джумлу и его 10-тысяченую возглавить нападение на форт Голконды.
Газиуддин Хан Сиддики Фируз Джанг, сын Хваджи Абида Сиддики Килич-хана и отец Низама I из Хайдарабада Камаруддин Хан Сиддики, был назначен руководителем артобстрелом стены форта, используя почти 100 пушек, включая мощный и массивный Рахбан и Фатех Рахбер (одна из любимых пушек Аурангзеба). Ещё одна могольская пушка, которая считается самой впечатляющей, известна как Аждаха-Пайкар (тело питона); она обладала способностью стрелять ядрами весом более 35 кг. Эта конкретная бронзовая пушка была отлита в 1647 году.
Адмиралу Великих Моголов Муннавару Хану было поручено доставить продовольствие и оружие осаждающей армии Великих Моголов. Генерал Дилер Хан был назначен командовать сипаями Matchlock, которые пытались проникнуть в оборону форта Голконды. В то время как Шаиста-хан, Муршид-Кули-хан и Ибрагим-хан командовали остальной армией и её резервами вокруг форта Голконды и на всей территории Голкондского султаната. Правитель Голкондского форта Абуль Хасан Кутб-шах (1672—1686) имел крепкие стены, укрепленные гранитом и очень мощными мортирами, называемыми Пата-Бурдж.

## Осада

Аурангзеб во время осады Голконды, 1687 (Хайдарабад, Индия)

Поскольку правитель Голконды Абуль Хасан Кутб-шах отказался сдаться Моголам, он и его солдаты укрепились в форте Голконды и яростно защищали шахту Коллур, которая в то время была единственной в мире алмазной шахтой. Его самый опытный командир Голконды Мукарраб-хан перешел на сторону Моголов. Кутб-шахи строили массивные укрепления на протяжении последующих поколений на гранитном холме высотой более 400 футов с огромной 8-мильной стеной, окружавшей город. Главные ворота Голконды обладали способностью дать отпор любому военному слону атака, так как у них были железные шипы на воротах, чтобы повредить наступающих слонов Моголов.
В январе 1687 года император Великих Моголов Аурангзеб повел крупную армию Великих Моголов против Абул Хасана Кутб-шаха, укрывшегося в форте Голконды. Аурангзеб окружил форт Голконды и вместе с примерно 100 пушками начал осадные работы. Чтобы пробить гранитные стены форта Голконды, Фируз Джанг был назначен использовать массивный Rahban, Fateh Rahber и самую впечатляющую пушку во время осады, известную как Аждаха-Пайкар (тело питона), которое могло стрелять пушечными ядрами весом более 50 кг. В ответ на бомбардировку Моголов Абул Хасан Кутб Шах стрелял из своего мощного миномета под названием «Пата Бурдж», и, согласно Саки Мустад-хану, бамбуковые ракеты также использовались днем и ночью против лагерей Великих Моголов.
Тем временем из-за сильных дождей река Манджера разлилась, и нехватка продовольствия стала серьёзным осложнением, что привело к гибели многих животных и вызвало недоедание войск. Опасаясь возможной контратаки, организованной из форта, Аурангзеб приказал построить укрепленную позицию из дерева и грязи, в которой разместились бы и организовались могольские атакующие партии.
Интенсивный пушечный огонь из форта Голконды против приближающихся моголов в конечном итоге привел к смерти опытного могольского командира Килич-хана Хваджи Абида Сиддики, и, кроме того, Аурангзеб был опечален смертью своего давнего командира Гази уд-Дина Хана Сиддики Бахадура Фируз Джанга, который умер от естественных причин.
Несмотря нато, что Абуль Хасан Кутб-шах защищал свои стены, ночью император Великих Моголов Аурангзеб и его пехота собрали и возвели сложные строительные леса, которые позволили им взобраться на высокие стены. Аурангзеб также приказал своим людям бросать хукку (гранаты), взбираясь на крепостную стену, и были усилены спичечными замками и составными луками. Хотя большинство из этих атак оставались в основном безуспешными, им удалось деморализовать защитников форта Голконды. Во время восьмимесячной осады Моголы в течение нескольких недель приходилось сталкиваться со многими трудностями, такими как небольшой голод, но всякий раз, когда могольский адмирал Муннавар-хан прибывал со своим речным флотом с припасами и оружием, Аурангзеб усиливал осаду.
Хотя Абул Хасан Кутб-шах продолжал оборонять свою столицу, осада стала невыносимой для чиновников на службе у Кутб-шахи, и, наконец, Сарандаз-хан открыл заднюю дверь, которая вела прямо к форту Голконды, сразу же после того, как моголы штурмовали форт, Сарандаз-хан открыл ворота, которые позволили армии Аурангзеба войти.
Армия Великих Моголов во главе с Гази уд-Дином ханом Ферозом Юнгом I, сыном Килич-хана Хваджи Абида Сиддики, вошла в ворота одними из первых. Он немедленно бросился к цитадели Абуль Хасана Кутб-шаха, в конце концов, взяв его в плен врасплох. Фируз Джанг и его войска заняли шахту Коллур, разоружили защитников форта и проложили путь для входа победоносного императора Великих Моголов Аурангзеба. Форт Голконды был позже отремонтирован и вооружен превосходными пушками. Известно, что Шаиста-хан пощадил воинов Голконды, но Абуль Хасан Кутб-шах был заключен в тюрьму в форте Даулатабад по приказу императора Великих Моголов Аурангзеба.

## Последствия
Императору Великих Моголов Аурангзебу и его армии удалось проникнуть в стены, захватив ворота, побудившие Кутб-шахов Голконды и правителя Абуль Хасана Кутб-шаха сдаться и передать свои сокровища императору Великих Моголов Аурангзебу, сделав его самым богатым монархом в мире. Среди этих сокровищ были алмаз Нур-Уль-Айн, алмаз Великого камня, алмаз Кара, Дерианур, алмаз Хоупа, бриллиант Виттельсбах и алмаз Регента.